# Ruínas do Forte Vera Cruz
As ruínas do Forte de Vera Cruz (ou do Calvário) foram tombadas pelo Governo do Estado do Maranhão através do decreto nº 11.588 de 12 de outubro de 1990. Atualmente, cobertas pela vegetação nativa, essas resistem como uma fortaleza que foram em tempos de outrora. 

## História

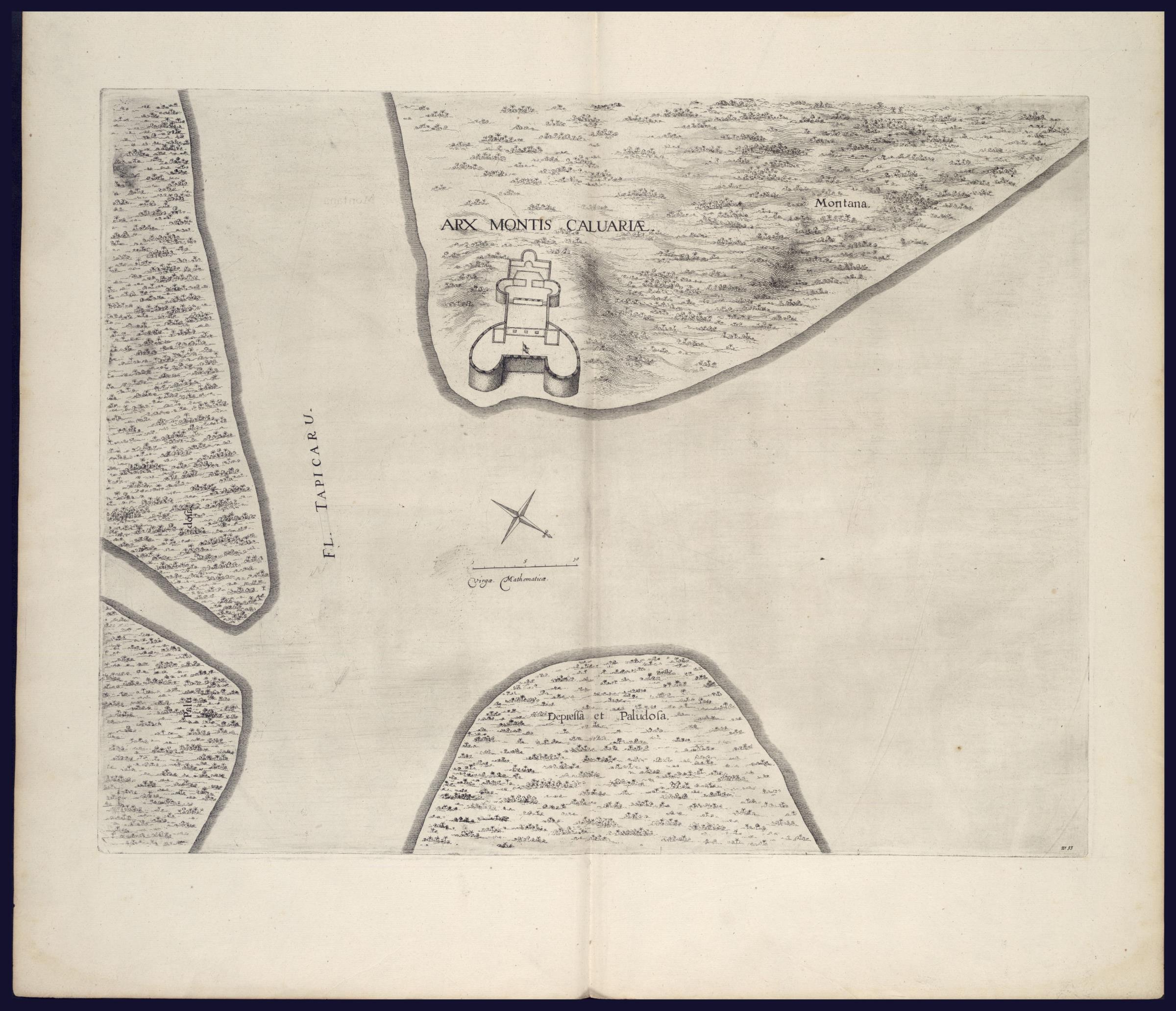
Mapa de George Marcgraf mostrando a localização do Forte do Calvário

O Forte da Vera Cruz, anteriormente denominado de Forte Nossa Senhora da Conceição, tem seu surgimento ligado à colonização das terras ao longo do rio Itapecuru. Tal denominação dada pelos portugueses durante a sua construção em alusão a cruz, local do martírio de Jesus Cristo, tem suas origens expressas a uma ideia de expansionismo ligado à fé católica.
Quando ocorre a invasão do Maranhão pelos holandeses, a fortificação foi tomada à força e rebatizada com o nome de Forte do Calvário, em alusão às lutas, havendo por anos citações em documentos históricos. O Forte de Vera Cruz não serviu apenas como guarnição da entrada do rio Itapecuru e como proteção dos empreendimentos agrícolas, teve além de tudo papel decisivo na perpetuação de etmos de origem Tupi-guarani, assim como colaborou para a difusão do pensamento cristão por toda a região.
Na virada do Século XIX para o XX, a função de defesa da fortaleza perdeu sua importância à medida que o processo de urbanização das cidades avançava na região. Registros apontam que em 1939 grande parte do forte foi destruído para retirada das pedras.  

## Tombamento e Preservação
Tombado pelo Governo do Estado do Maranhão por meio do decreto nº 11.588 de 12 de outubro de 1990. Na atualidade, encontra-se totalmente em ruínas. Projetava-se na época sua restauração e requalificação como espaço museológico municipal, fato que não ocorreu. Dos 133, 24 m² aproximados da área construída, restam apenas algumas paredes da edificação, com trincas e fissuras. Parte das muralhas na área externa mantém-se pé, mas com cobertura de vegetação. Ainda que se encontre abandonada, eventualmente a localidade é utilizada pela comunidade como templo para rituais de umbanda. 